# The Road to Mandalay
The Road to Mandalay is een Amerikaanse dramafilm uit 1926 onder regie van Tod Browning. Destijds werd de film in Nederland uitgebracht onder de titel De kapitein van Singapore.

## Verhaal
De voormalige crimineel Singapore Joe heeft een dochter, die hij als kind in de steek heeft gelaten. Als zijn dochter een relatie krijgt met een andere misdadiger, wil Joe haar behoeden voor dat onheil. Zij heeft een hekel aan haar vader en wil niet naar hem luisteren.

## Rolverdeling
| Acteur            | Personage       |
| ----------------- | --------------- |
| Lon Chaney        | Singapore Joe   |
| Lois Moran        | Dochter van Joe |
| Owen Moore        | Admiraal        |
| Henry B. Walthall | Priester James  |
| Sojin Kamiyama    | Charlie Wing    |
| Rose Langdon      | Pansy           |
| John George       | Bediende        |